# Rush for Berlin
Rush for Berlin ist ein Echtzeit-Strategiespiel für das Betriebssystem Microsoft Windows und zusammen mit seinem Add-on Rush for the Bomb inhaltlich in einem alternativen historischen Szenario des Zweiten Weltkriegs angesiedelt. Das Spiel beinhaltet vier verschiedene Einzelspielerkampagnen und fünf Mehrspielermodi, wobei zwei davon weltweite Neuerungen waren.

## Veröffentlichung
Das Spiel, entwickelt von Stormregion, den Machern von Codename: Panzers, wurde am 26. Mai 2006 von Deep Silver veröffentlicht, außerdem wurde eine Rush for Berlin Collectors Edition zur selben Zeit veröffentlicht, die zusätzliches Material wie z. B. eine Adler-Statue aus Metall und ein Kartenspiel enthielt. Im 1. Quartal 2007 wurde das Add-on Rush for the Bomb veröffentlicht und im 3. Quartal die Rush for Berlin Gold-Edition, die das Originalspiel und das Add-on beinhaltete.

## Hintergrundhandlung
Rush for Berlin spielt im Zweiten Weltkrieg. Alle Missionen sind in der Endphase des Krieges von Anfang 1944 bis Mai 1945 angelegt. Da es sich hierbei nicht um den Marktfolger für Codename: Panzers handelte und der tatsächliche geschichtliche Hintergrund größere Schlachten und neue Einheiten nicht möglich machte, veränderten die Entwickler die eigentliche Hintergrundgeschichte des Spiels. Claus Schenk Graf von Stauffenbergs Attentat auf Adolf Hitler war erfolgreich; Hitler ist tot und Stauffenberg hat eine neue Regierung gegründet, die den Krieg jedoch weiterführt mit der Unterstützung von unterschiedlichen Wunderwaffen. Deutschland ist deshalb im Osten auf dem Vormarsch, während Russland und die USA versuchen, den Wettlauf nach Berlin zu gewinnen.

## Spielprinzip
Rush for Berlin wird per Maus gesteuert. Der Spieler bewegt damit seine Militäreinheiten über die Karte und gibt ihnen Befehle, wie angreifen, Stellung halten, reparieren oder patrouillieren. Insgesamt stehen dem Spieler über 100 verschiedene Einheiten zur Verfügung, zudem bekommt der Spieler später Offiziere, die mit ihren Spezialfähigkeiten zusätzliche Hilfe bieten. Der Spieler kann nacheinander vier unterschiedliche Militärkampagnen spielen mit jeweils 4–7 Missionen, zuerst darf man die Seite der Alliierten, Russland, Britannien und USA, spielen, später dann das Deutsche Reich und zum Schluss die französische Résistance. Die Ziele der Missionen sind unterschiedlich, mal müssen Fabriken beschützt, eine Funkstation eingenommen werden oder man soll Partisanen helfen. Zudem gibt es Zusatz- und Geheimziele, die erfüllt werden können und oft Vorteile erbringen, wie z. B. zusätzliche Einheiten. Die Ziele und die Situation der Mission wird in Form einer vorherigen Lagebesprechung mitgeteilt, außerdem besitzen die meisten Missionen ein strenges Zeitlimit, in der diese geschafft werden müssen. Danach kann der Spieler sich aus bereitstehenden Einheiten seine Einsatzgruppe zusammenstellen. Diese bekommen mit jeder Mission, in der sie nicht verloren gehen, mehr Erfahrung und werden dadurch effektiver.
Durch die historisch abgewandelte Handlung stehen auch neue Waffensysteme wie der überschwere Panzerkampfwagen VIII Maus oder der ferngesteuerte Sprengladungsträger Goliath zur Verfügung.

## Multiplayer
Das Spiel bietet Multiplayer über Internet oder LAN, zudem bei Gamespy eine eigene Rush-for-Berlin-Gemeinschaft.
Es gibt zudem verschiedene Multiplayermodi wie Deathmatch, Domination, Coop-Modus, R.I.S.K (Race-intensive-strategic Kombat) oder R.U.S.H (Relentlessly Utilized Score Hunt), wobei die beiden letzteren eine weltweite Neuheit darstellten.
- Deathmatch: Hierbei gilt es alle gegnerischen Einheiten gesteuert vom Computer oder anderen Mitspielern zu eliminieren.
- Domination: Hier ist das Spielziel, möglichst viele strategische Punkte, gekennzeichnet durch Flaggen, eine gewisse Zeit zu halten.
- Coop-Modus: Hier spielen mehrere menschliche Spieler zusammen gegen den Computergegner.
- R.I.S.K: Hierbei erhält jeder Spieler einen zufälligen Auftrag, den er ausführen muss, er kennt aber die Aufträge der anderen Mitspieler nicht. Er muss seinen Auftrag erfüllen, bevor ein anderer Spieler seinerseits seinen Auftrag beendet.
- R.U.S.H: Dabei handelt es sich um einen Wettlauf, wer schneller strategische Punkte erobert oder diese zerstört, um zu verhindern, dass ein anderer Spieler diese einnimmt. Wer eine bestimmte Punktezahl zuerst erreicht, hat gewonnen.

## Rezeption und wirtschaftlicher Erfolg
Das Spiel erreichte in der Fachpresse nur mittelmäßige Wertungen, da es sich entwicklungstechnisch nicht stark von seinen inoffiziellen Vorgänger Codename: Panzers unterschied und das Zweiter-Weltkrieg-Szenario nicht mehr interessant war.

„Rush for Berlin unterhält auf befriedigendem Niveau, ohne interessante Neuerungen zu zeigen. Das Weltkriegsszenario könnte unattraktiver nicht sein, denn außer einem müden Gähnen entlockt es Kennern einfach keine Neugier mehr.“

Der wirtschaftliche Erfolg blieb hinter den Erwartungen von Koch Media und ihrer Tochterfirma Deep Silver zurück. Trotzdem wurde ein Add-on herausgebracht und das Spiel wird weiterhin mit Patches gepflegt.